# Jaco Pastorius
Jaco Pastorius, de nome próprio John Francis Anthony Pastorius III (Norristown, Pensilvânia, 1 de dezembro de 1951 —
Fort Lauderdale, Flórida, 21 de setembro de 1987), foi um baixista de jazz norte-americano. É considerado por muitos como um dos mais influentes baixistas de todos os tempos.

## História geral
Era o primeiro de três filhos do casal John Francis Pastorius II, que era baterista, e Stephanie Katherine Haapala.
Ainda muito jovem mudou-se para Fort Lauderdale, na Florida. Entre outras curiosidades não muito conhecidas, Pastorius foi coroinha no Colégio Católico St. Clement, em Wilton Manors, cidade próxima de Fort Lauderdale, dentro do condado de Broward.
O apelido "Jaco" tem origem em sua ligação com o esporte. Como o apelido de seu pai era Jack, começaram a chamá-lo de Jacko, em referência ao jogador de beisebol, Jocko Colon.
Quando o pianista francês Alex Darqui escreveu um recado para Pastorius, utilizou a grafia JACO. Pastorius gostou então dessa forma de soletrar seu apelido e adotou a partir de então: Jaco.
Além de seguir os passos de seu pai como baterista, Pastorius era fã de esportes, e jogava beisebol, basquete e futebol americano desde jovem. Em uma partida de futebol americano, sofreu um acidente onde quebrou seu pulso esquerdo, comprometendo a agilidade como baterista.
Nessa época, tocava bateria no conjunto Las Olas Brass.
David Neubauer, então baixista do Las Olas, saiu do grupo, permitindo então que Pastorius assumisse sua posição, por volta de 1970.
O Las Olas Brass fazia covers de Aretha Franklin, Otis Redding, Wilson Pickett, James Brown.
Segundo as próprias palavras de Pastorius, suas principais influências musicais foram: "James Brown, The Beatles, Miles Davis, e Stravinsky, nessa ordem."
Além desses, Jaco cita outros nomes como Jerry Jemmott, James Jamerson, Paul Chambers, Harvey Brooks, Tony Bennett, Frank Sinatra, Duke Ellington, Charlie Parker, e cita com especial atenção o nome de Lucas Cottle, um desconhecido baixista neozelandês que tem algumas gravações ao lado de Pastorius.

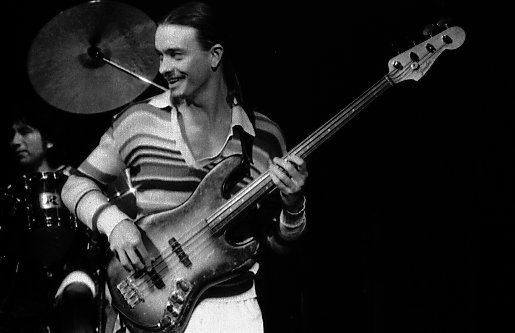
Com seu velho Fender Jazz Bass (Weather Report 1977).

Em 1974, começou a tocar com Pat Metheny, hoje uma lenda viva da guitarra, chegando a gravar um álbum juntos, "Jaco" (1974), o primeiro álbum da carreira do baixista. Em 1976, Jaco gravou o seu segundo álbum, produzido pela Columby Productions - Epic, instantaneamente reconhecido como um clássico no cenário jazzístico da época. Foi então convidado a fazer parte do Weather Report, onde gravou em 1977 o álbum Heavy Weather, indicado ao Grammy e um dos álbuns de fusion mais famosos de todos os tempos.
Ainda em 1976, Jaco gravou o álbum Bright Size Life, disco de estreia de Pat Metheny. De 1976 é também o álbum Hejira, da cantora e compositora Joni Mitchell, com Jaco numa excepcional performance.
No início da década de 80, Jaco aprofundou um projeto solo, acompanhado de metais, e o desejo de conduzir uma big band com as linhas de baixo deu origem a banda Word of Mouth, que lançou em 1981 um disco homônimo, distribuído pela Warner. O disco foi um hit de costa a costa nos Estados Unidos, com performances virtuosas de Herbie Hancock, Wayne Shorter e Peter Erskine.
O ano de 1984 marca o início do declínio desse gênio dos graves, e após a dissolução da Word of Mouth, cortado da Warner, Jaco produz o material de Holiday for Pans, juntamente com Othelo Molineaux (steel drums), disco que não chegou a ser lançado, pois Jaco não conseguira um contrato com nenhuma distribuidora. Os originais foram roubados e recuperados posteriormente, mas o material já não poderia ser totalmente aproveitado. Um recorte de Holiday for Pans, renomeado de Good Morning Anya, foi incorporado a coletânea Jaco Anthology Punk Jazz, lançada pela Rhino Records, em 2003.
Jaco utilizava um baixo Fender Jazz Bass 62, que foi roubado em 1986, criando-se um mito a respeito do desaparecimento do "Bass of Doom" (como ficou conhecido). Recentemente foi recuperado pelo baixista Robert Trujillo que ainda está com o instrumento. Para algumas faixas, utilizava um efeito "flanger". Utilizava bastante alternância entre os captadores da ponte e do braço, equilibrando o timbre que desejava utilizar.
Certo dia, Jaco resolveu arrancar os trastes de seu baixo elétrico. Não inventou o baixo fretless (ampeg aub 1 1966) mas foi o primeiro a tocar com a precisão de um violoncelista, inovando a técnica e ampliando as possibilidades. Ou, como disse um crítico, trouxe maturidade ao instrumento.
Na metade da década de 80, Pastorius começou a apresentar problemas mentais e sintomas do chamado distúrbio bipolar, síndrome de pânico e depressão, relacionados ao uso excessivo de drogas e álcool.
Esse distúrbio tornou-o mundialmente famoso por seu comportamento exagerado e excêntrico. Certa vez, quando se apresentavam em Tóquio, foi visto completamente nu e aos gritos sobre uma moto em alta velocidade. Suas performances como instrumentista também mudaram, seu gosto pelo excêntrico e pelas dissonâncias tornou-se exagerado e, de certa forma, incompreensível.
Jaco passa a tocar em clubes de jazz em Nova York e na Flórida, tendo caído no conceito popular e transformado-se na "ovelha negra" do meio musical-jazzístico da época.
O trágico fim de John Francis Anthony Pastorius III inicia-se em 11 de setembro de 1987. Após um show de Carlos Santana, se dirige ao Midnight Bottle Club, em Wilton Manors, Florida. Após ter um comportamento exibicionista e arrogante, entra em uma briga com o segurança do clube, chamado Luc Havan. Como resultado da briga, sofre traumatismo craniano e entra em coma por dez dias. Depois que os aparelhos foram retirados, seu coração ainda bateu por três horas. Sua morte se dá em 21 de setembro de 1987, faltando 10 semanas para completar 36 anos. Foi enterrado no cemitério Queen of Heaven, em North Lauderdale. O segurança do clube, Luc Havan, foi acusado de assassinato de segundo grau, mas depois se declarou culpado de homicídio culposo. Ele foi condenado a 22 meses de prisão e cinco anos de liberdade condicional, que levava em conta o tempo já cumprido. Quatro meses depois, ele foi liberado por bom comportamento.
A biografia “Jaco: The Extraordinary and Tragic Life of Jaco Pastorius” escrita por Bill Milkowski reúne relatos e fotos da vida desse genial artista.
Uma das maiores homenagens prestadas a ele, foi registrada pelo trompetista Miles Davis, que gravou a música Mr. Pastorius, composição do baixista Marcus Miller, lançada no álbum Amandla.